# Does Humor Belong in Music? (1985.)
Does Humor Belong in Music? je video američkog glazbenika Frank Zappe koji izlazi 1985.g.
Na njemu se nalazi skraćeni Zappin uživo koncert održan 26. kolovoza 1984. u The Pieru  (New York), kao i nekoliko isječaka njegovih intervjua. 1985.g. izlazi na VHS traci i MPI formatu za kućni video, dok reizdanje na DVD-u izlazi 2003.g. od izdavačke kuće "EMI". Ovaj video ne prikazuje sav snimljeni materijal na albumu istog imena ali zato se gotovo sve skladbe mogu naći na kolekciji od šest dvostrukih uživo albuma You Can't Do That On Stage Anymore.
LD (laser disk), verzija izlazi u Japanu s kompletnim prijevodom govora, skladbi i nešto različitim mixom od verzija na VHS-u i DVD-u. Ova LD verzija može se naći na DVD-u od "Digital Underground" izdavača i "Room 101", dok '86. nije izašlo na DVD-u od izdavača EMI.
1. "Zoot Allures"
2. "Tinsel Town Rebellion"
  - City of Tiny Lites (na početku) / isječak intervjua
3. "More Trouble Every Day"
4. "Hot Plate Heaven at the Green Hotel" (obrađeno i dodano dosta isječaka intervjua)
  - Goblin Girl (beginning) / isječak intervjua
  - The Deathless Horsie (obrada)
5. "The Dangerous Kitchen"
6. "He's So Gay"
7. "Bobby Brown Goes Down"
8. "Keep It Greasy"
9. "Honey, Don't You Want A Man Like Me?"
  - Carol, You Fool (na početku) / isječak intervjua
10. "Dinah-Moe Humm"
11. "Cosmik Debris"
12. "Be In My Video"
13. "Dancin' Fool"
14. "Whippin' Post"

## Vanjske poveznice
- Video From Hell u internetskoj bazi filmova IMDb-a